# Melodi Grand Prix 2006
Der 44. Melodi Grand Prix fand am 4. Februar 2006 im Spektrum in Oslo statt und war der norwegische Vorentscheid für den Eurovision Song Contest 2006 in Athen (Griechenland). Moderiert wurden die Shows von Synøve Svabø und Stian Barsnes-Simonsen.

## Format

### Konzept
Im Vorfeld wurden vier Vorrunden ausgetragen. In den ersten drei Vorrunden traten jeweils sechs Teilnehmer an, von denen sich die beiden Interpreten für das Finale qualifizierten, die
per Televoting die meisten Anrufe auf sich vereinigen konnten (in den Tabellen in Fettdruck). In der vierten Runde, der Second-Chance-Runde bzw. „siste sjanse“, traten die Songs, die in den ersten drei Vorrunden jeweils die Plätze drei und vier belegt haben (in den Tabellen in Kursivschrift), nochmals gegeneinander an. Wiederum die beiden Songs, die die meisten Anrufe erhielten, qualifizierten sich für das Finale.
Im Finale am 4. Februar 2006 hatten die Zuschauer die Wahl, aus den acht Finalisten ihren Teilnehmer für Athen auszuwählen.

### Sendungen
| Sendung      | Sendedatum       | Stadt  | Austragungsort  |
| ------------ | ---------------- | ------ | --------------- |
| Delfinale 1  | 13. Januar 2006  | Alta   | Finnmarkshallen |
| Delfinale 2  | 20. Januar 2006  | Bodø   | Nordlandshallen |
| Delfinale 3  | 27. Februar 2006 | Bergen | Framohallen     |
| Siste Sjanse | 03. Februar 2006 | Oslo   | Oslo Spektrum   |
| Finalen      | 09. Februar 2006 | Oslo   | Oslo Spektrum   |

## Halbfinale

### Erstes Halbfinale
Das erste Halbfinale (Delfinale 1) fand am 13. Januar 2006 in den Finnmarkshallen in Alta statt.
| Startnr. | Interpret                  | Lied Musik (M) und Text (T)                                                  | Sprache  | Übersetzung (Inoffiziell) |
| -------- | -------------------------- | ---------------------------------------------------------------------------- | -------- | ------------------------- |
| 1        | Trine Rein                 | Here for the show M/T: Claes Andreasson, Torbjörn Wassenius, Jonas Liberg    | Englisch | Hier für die Show         |
| 2        | Geir Rønning & Jorun Erdal | Lost and Found M/T: Claes Andreasson, Torbjörn Wassenius, Jonas Liberg       | Englisch | Verlore und gefunden      |
| 3        | Kirsti Carr                | Misled M/T: Snorre Rønning, Kirsti Carr                                      | Englisch | Irregeführt               |
| 4        | Christina Undhjem          | My Dream M/T: Jesper Nordenstrøm, Christina Undhjem                          | Englisch | Mein Traum                |
| 4        | Mocci                      | Tonight M/T: Mocci Ryen, Daisy Pusher                                        | Englisch | Heute Nacht               |
| 6        | Arlene Wilkes              | Sunshine M/T: Niclas Molinder, Joacim Persson, Pelle Ankarberg, Brian Hobbes | Englisch | Sonnenschein              |

 Kandidat hat sich für das Finale qualifiziert.
 Kandidat hat sich für die Siste Sjansen qualifiziert.

### Zweites Halbfinale
Das zweite Halbfinale (Delfinale 2) fand am 20. Januar 2006 in den Nordlandshallen in Bodø statt.
| Startnr. | Interpret                         | Lied Musik (M) und Text (T)                                                   | Sprache  | Übersetzung (Inoffiziell) |
| -------- | --------------------------------- | ----------------------------------------------------------------------------- | -------- | ------------------------- |
| 1        | Queentastic                       | Absolutely Fabulous M: Thomas G:son, Andreas Rickstrand; T: Gerard James Borg | Englisch | Absolut fantastisch       |
| 2        | Hanne Haugsand                    | Heaven’s In Your Eyes M/T: Kristian Hermansen                                 | Englisch | Himmel in deinen Augen    |
| 3        | Ovi Martin                        | The Better Side Of Me M/T: Even Olsen                                         | Englisch | Meine bessere Seite       |
| 4        | Marit Strømøy                     | Too Much Love M/T: Niklas Andersson, Thomas Lindberg, Kristian Landgren       | Englisch | Zu viel Liebe             |
| 5        | Hans-Petter Moen & Kim Arne Hagen | I Hear Music M/T: Hans-Petter Moen, Kim Arne Hagen                            | Englisch | Ich höre Musik            |
| 6        | Jannicke Abrahamsen               | I Wanna Be M/T: Niclas Molinder, Stefan Berg, Joacim Persson, Brian Hobbs     | Englisch | Ich möchte sein           |

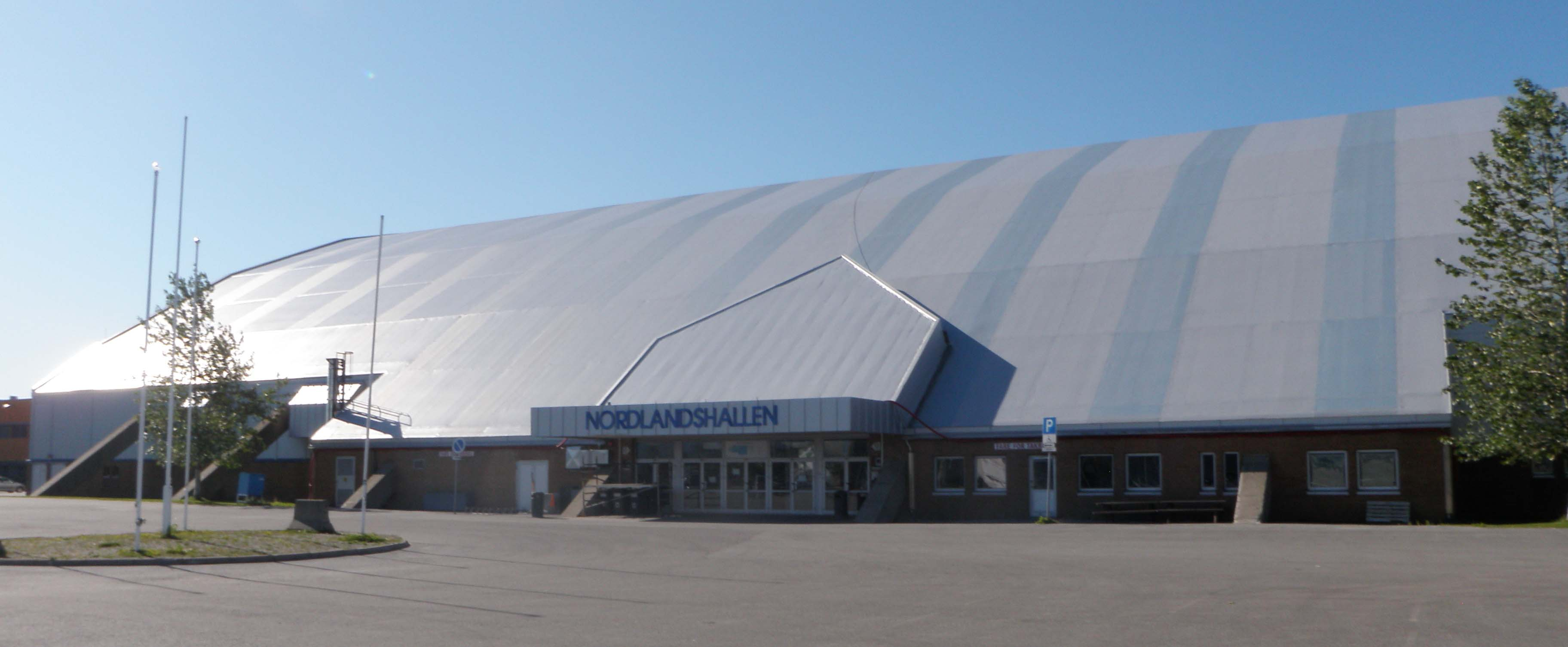
Nordlandshallen

 Kandidat hat sich für das Finale qualifiziert.
 Kandidat hat sich für die Siste Sjansen qualifiziert.

### Drittes Halbfinale
Das dritte Halbfinale (Delfinale 3) fand am 27. Januar 2006 in den Framohallen in Bergen statt.
| Startnr. | Interpret              | Lied Musik (M) und Text (T)                                           | Sprache    | Übersetzung (Inoffiziell)     |
| -------- | ---------------------- | --------------------------------------------------------------------- | ---------- | ----------------------------- |
| 1        | Birgitte Einarsen      | Saturday M/T: Niclas Molinder, Joacim Persson, Pelle Ankarberg        | Englisch   | Samstag                       |
| 2        | Veronica Akselsen      | Like a Wind M/T: Stig Lindell, Eva-Lena Carlqvist, Kent Mattsson      | Englisch   | Wie eine Wind                 |
| 3        | Phung                  | Shut up and Kiss Me M/T: Kee Marcello, Phung                          | Englisch   | Sei leise und küss mich       |
| 4        | Christine Guldbrandsen | Alvedansen M/T: Christine Guldbrandsen, Kjetil Fluge, Atle Halstensen | Norwegisch | Der Elfentanz                 |
| 5        | Kathrine Strugstad     | Paparazzi World M/T: Thomas Thörnholm, Dan Attlerud                   | Englisch   | Paparazzi Welt                |
| 6        | Tor Endresen           | Dreaming of A New Tomorrow M: Peter Bertilsson; T: Frank Ådahl        | Englisch   | Träume von einem neuen Morgen |

 Kandidat hat sich für das Finale qualifiziert.
 Kandidat hat sich für die Siste Sjansen qualifiziert.

## Siste Sjanse
Die Siste Sjanse fand am 3. Februar 2006 im Oslo Spektrum in Oslo statt.
| Platz | Startnr. | Interpret           | Lied Musik (M) und Text (T)                                                  | Sprache  | Übersetzung (Inoffiziell) |
| ----- | -------- | ------------------- | ---------------------------------------------------------------------------- | -------- | ------------------------- |
| 1./2. | 5        | Birgitte Einarsen   | Saturday M/T: Niclas Molinder, Joacim Persson, Pelle Ankarberg               | Englisch | Samstag                   |
| 1./2. | 6        | Veronica Akselsen   | Like a Wind M/T: Stig Lindell, Eva-Lena Carlqvist, Kent Mattsson             | Englisch | Wie eine Wind             |
| 3.–6. | 1        | Kirsti Carr         | Misled M/T: Snorre Rønning, Kirsti Carr                                      | Englisch | Irregeführt               |
| 3.–6. | 2        | Arlene Wilkes       | Sunshine M/T: Niclas Molinder, Joacim Persson, Pelle Ankarberg, Brian Hobbes | Englisch | Sonnenschein              |
| 3.–6. | 3        | Ovi Martin          | The Better Side Of Me M/T: Even Olsen                                        | Englisch | Meine bessere Seite       |
| 3.–6. | 6        | Jannicke Abrahamsen | I Wanna Be M/T: Niclas Molinder, Stefan Berg, Joacim Persson, Brian Hobbs    | Englisch | Ich möchte sein           |

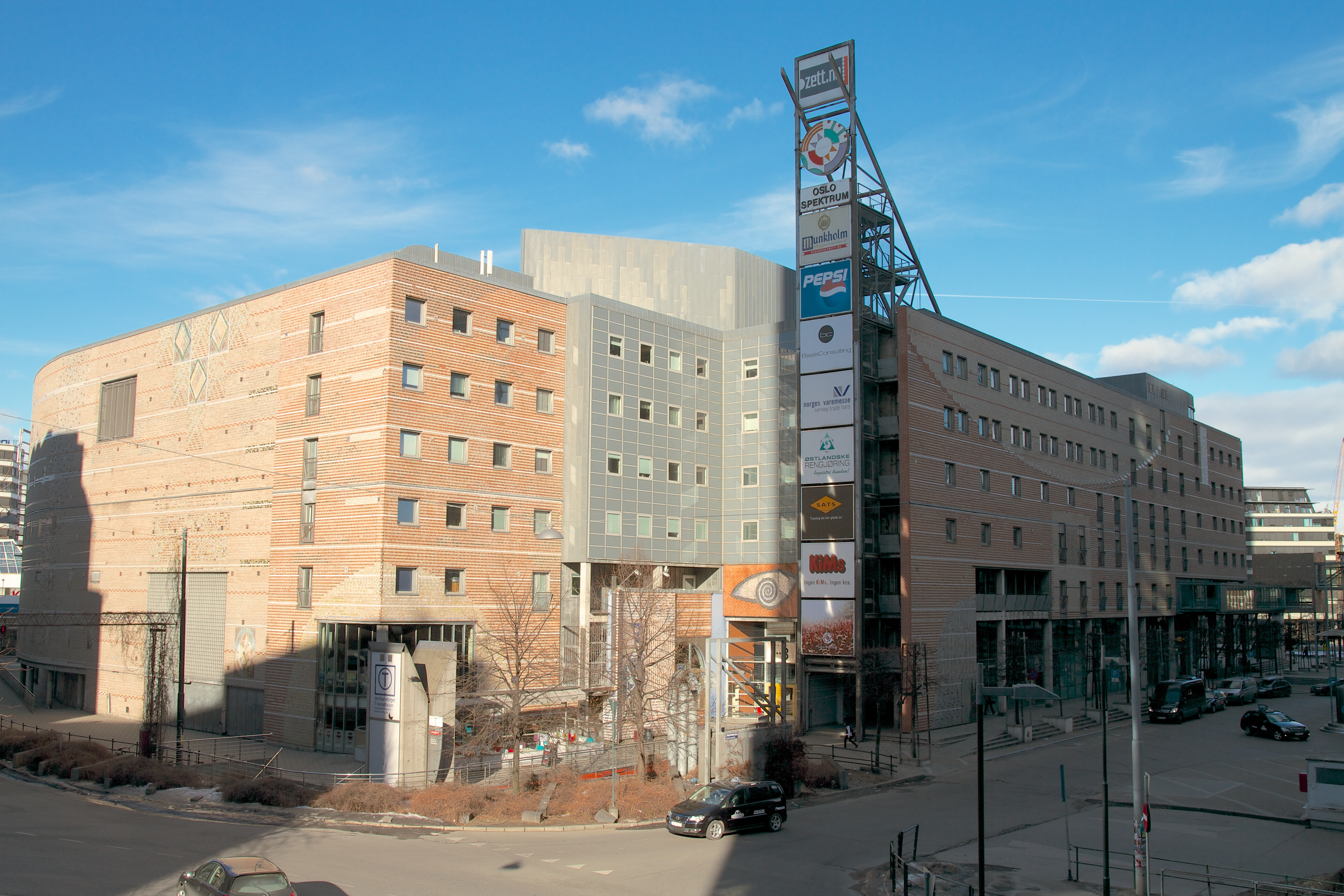
Oslo Spektrum

 Kandidat hat sich für das Finale qualifiziert.

## Finale

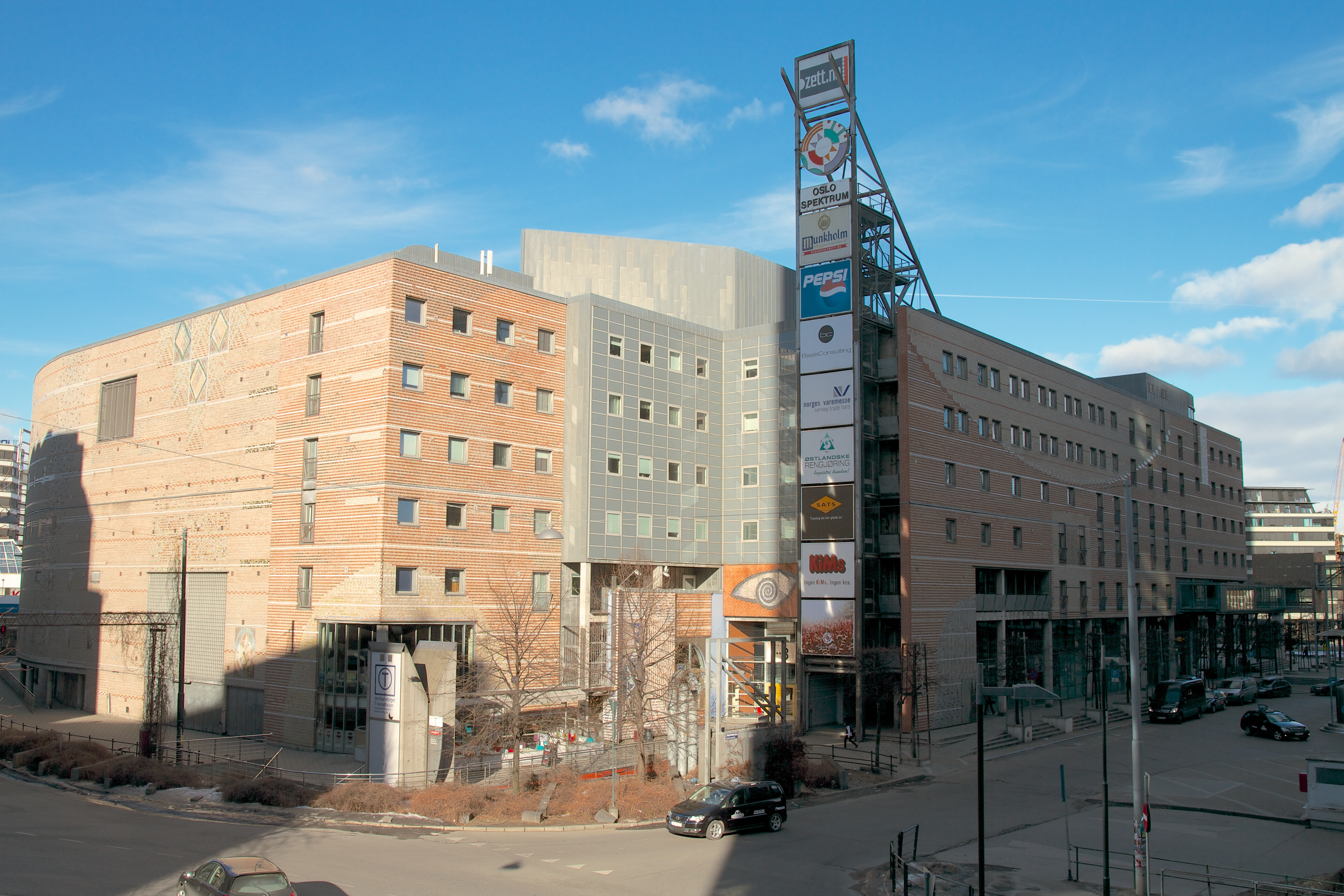
Oslo Spektrum

Das Finale fand am 4. Februar 2006 im Oslo Spektrum in Oslo statt. Dort traten insgesamt zehn Interpreten an, von denen sich vier für das Goldfinale qualifizierten. Im Goldfinale setzte sich Christine Guldbrandsen mit ihrem Lied Alvedansen durch.
| Startnr. | Interpret                         | Lied Musik (M) und Text (T)                                                   | Sprache    | Übersetzung (Inoffiziell)     |
| -------- | --------------------------------- | ----------------------------------------------------------------------------- | ---------- | ----------------------------- |
| 1        | Trine Rein                        | Here for the show M/T: Claes Andreasson, Torbjörn Wassenius, Jonas Liberg     | Englisch   | Hier für die Show             |
| 2        | Hans-Petter Moen & Kim Arne Hagen | I Hear Music M/T: Hans-Petter Moen, Kim Arne Hagen                            | Englisch   | Ich höre Musik                |
| 3        | Tor Endresen                      | Dreaming of A New Tomorrow M: Peter Bertilsson; T: Frank Ådahl                | Englisch   | Träume von einem neuen Morgen |
| 4        | Queentastic                       | Absolutely Fabulous M: Thomas G:son, Andreas Rickstrand; T: Gerard James Borg | Englisch   | Absolut fantastisch           |
| 5        | Birgitte Einarsen                 | Saturday M/T: Niclas Molinder, Joacim Persson, Pelle Ankarberg                | Englisch   | Samstag                       |
| 6        | Christine Guldbrandsen            | Alvedansen M/T: Christine Guldbrandsen, Kjetil Fluge, Atle Halstensen         | Norwegisch | Der Elfentanz                 |
| 7        | Veronica Akselsen                 | Like a Wind M/T: Stig Lindell, Eva-Lena Carlqvist, Kent Mattsson              | Englisch   | Wie eine Wind                 |
| 7        | Geir Rønning & Jorun Erdal        | Lost and Found M/T: Claes Andreasson, Torbjörn Wassenius, Jonas Liberg        | Englisch   | Verlore und gefunden          |

 Kandidat hat sich für das Goldfinale qualifiziert.

### Goldfinale

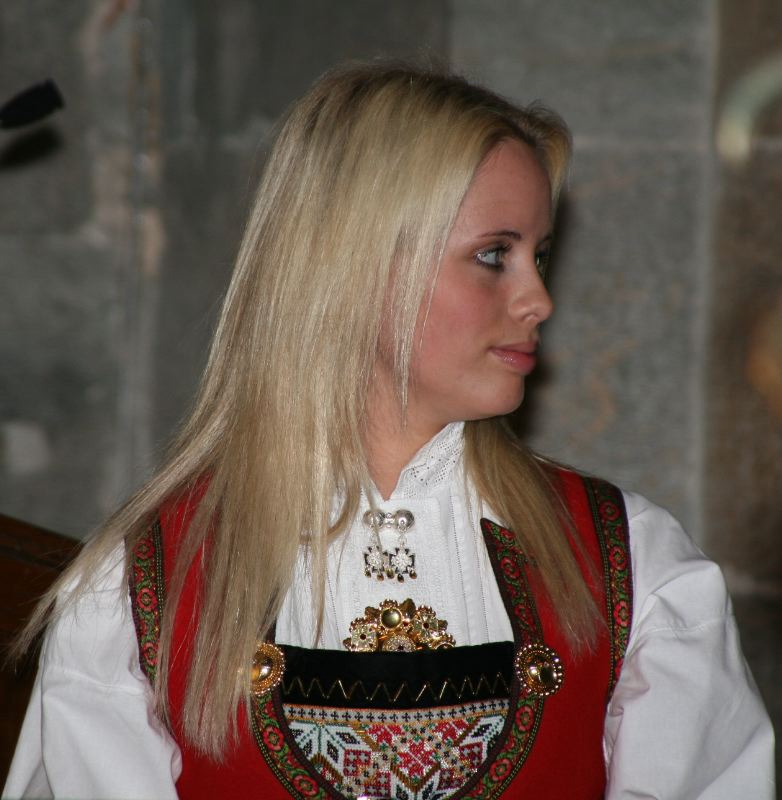
Die Gewinnerin der norwegischen Vorentscheidung: Christine Guldbrandsen

| Platz | Startnr. | Interpret                         | Lied Musik (M) und Text (T)                                                   | Zuschauerstimmen nach Region (SMS) | Zuschauerstimmen nach Region (SMS) | Zuschauerstimmen nach Region (SMS) | Zuschauerstimmen nach Region (SMS) | Zuschauerstimmen nach Region (SMS) | Gesamt |
| Platz | Startnr. | Interpret                         | Lied Musik (M) und Text (T)                                                   | Nord-Norge                         | Midt-Norge                         | Sør-Norge                          | Østlandet                          | Vestlandet                         | Gesamt |
| ----- | -------- | --------------------------------- | ----------------------------------------------------------------------------- | ---------------------------------- | ---------------------------------- | ---------------------------------- | ---------------------------------- | ---------------------------------- | ------ |
| 1.    | 6        | Christine Guldbrandsen            | Alvedansen M/T: Christine Guldbrandsen, Kjetil Fluge, Atle Halstensen         | 5.119                              | 08.341                             | 09.522                             | 29.713                             | 24.873                             | 77.568 |
| 2.    | 2        | Hans-Petter Moen & Kim Arne Hagen | I Hear Music M/T: Hans-Petter Moen, Kim Arne Hagen                            | 5.816                              | 09.253                             | 10.548                             | 31.520                             | 10.086                             | 67.223 |
| 3.    | 4        | Queentastic                       | Absolutely Fabulous M: Thomas G:son, Andreas Rickstrand; T: Gerard James Borg | 4.583                              | 06.816                             | 09.305                             | 33.301                             | 07.992                             | 61.997 |
| 4.    | 8        | Geir Rønning & Jorun Erdal        | Lost and Found M/T: Claes Andreasson, Torbjörn Wassenius, Jonas Liberg        | 3.872                              | 13.137                             | 07.102                             | 24.191                             | 09.603                             | 57.905 |